# Барак, Антонин (рулевой)
Антонин Барак (чеш. Antonín Barák; род. 11 июля 1956, Брно) — чехословацкий гребной рулевой, выступавший за сборную Чехословакии по академической гребле в 1980-х годах. Обладатель бронзовой медали регаты «Дружба-84», победитель и призёр первенств национального значения, участник летних Олимпийских игр в Москве.

## Биография
Антонин Барак родился 11 июля 1956 года в городе Брно, Чехословакия.
Впервые заявил о себе в академической гребле на международном уровне в сезоне 1980 года, когда вошёл в состав чехословацкой национальной сборной и благодаря череде удачных выступлений удостоился права защищать честь страны на летних Олимпийских играх в Москве. Будучи рулевым в составе экипажа-четвёрки, куда также вошли гребцы Мартин Гладик, Ян Кабргел, Милан Сухопар и Павел Конвичка, неудачно выступил на предварительном квалификационном заезде, но через дополнительный отборочный этап прошёл в утешительный финал В, где финишировал третьим. Таким образом, расположился в итоговом протоколе соревнований на девятой строке.
После московской Олимпиады Барак остался действующим рулевым и продолжил принимать участие в крупнейших международных регатах. Так, в 1981 году он отметился выступлением на чемпионате мира в Мюнхене, где занял шестое место в программе восьмёрок.
В 1982 году в восьмёрках показал седьмой результат на чемпионате мира в Люцерне.
В 1983 году в той же дисциплине был шестым на чемпионате мира в Дуйсбурге.
Рассматривался в качестве кандидата на участие в Олимпийских играх 1984 года в Лос-Анджелесе, но Чехословакия вместе с несколькими другими странами восточного блока бойкотировала эти соревнования по политическим причинам. Вместо этого Барак выступил на альтернативной регате «Дружба-84» в Москве, где завоевал бронзовую медаль в восьмёрках.
На чемпионате мира 1985 года в Хазевинкеле стал шестым в восьмёрках.